# 1692 Subbotina
Az 1692 Subbotina (ideiglenes jelöléssel 1936 QD) a Naprendszer kisbolygóövében található aszteroida. Grigorij Neujmin fedezte fel 1936. augusztus 16-án.